# Hertshooilangsprietmot
De hertshooilangsprietmot (Adela violella) is een vlinder uit de familie van de langsprietmotten (Adelidae). De wetenschappelijke naam van de soort is voor het eerst geldig gepubliceerd door Denis & Schiffermüller in 1775.
De spanwijdte van de vlinder is 11 millimeter. De soort gebruikt sint-janskruid als waardplant. De vliegtijd is in juni en juli.
De soort komt voor in Europa. In Nederland is de soort zeldzaam, in België komt de soort lokaal voor in het zuiden.